# تایشین فایننشل
تایشین فایننشل (انگلیسی: Taishin Financial) شرکت خدمات مالی و بانکداری تایوانی است، که در سال ۲۰۰۱ تأسیس شد.